# 마샬 콜트
마셜 콜트(Marshall Colt, 1948년 10월 26일 ~ )는 미국의 장교, 심리학자, 배우이다.
뉴올리언스에서 태어났다.

## 출연 작품
- 미혹 (1990년)
- 굿바이 베트남 (1988년)
- 르넬 지터의 재판 (1987년)
- 다락방에 핀 꽃 (1987년)
- 톱니 바퀴의 칼날 (1985년)
- 달라스의 투혼 (1979년)

### 텔레비전
- 행운의 사나이 (1983년)
- 명탐정 바나비 존즈 (1973년)